# 中內克拉默山

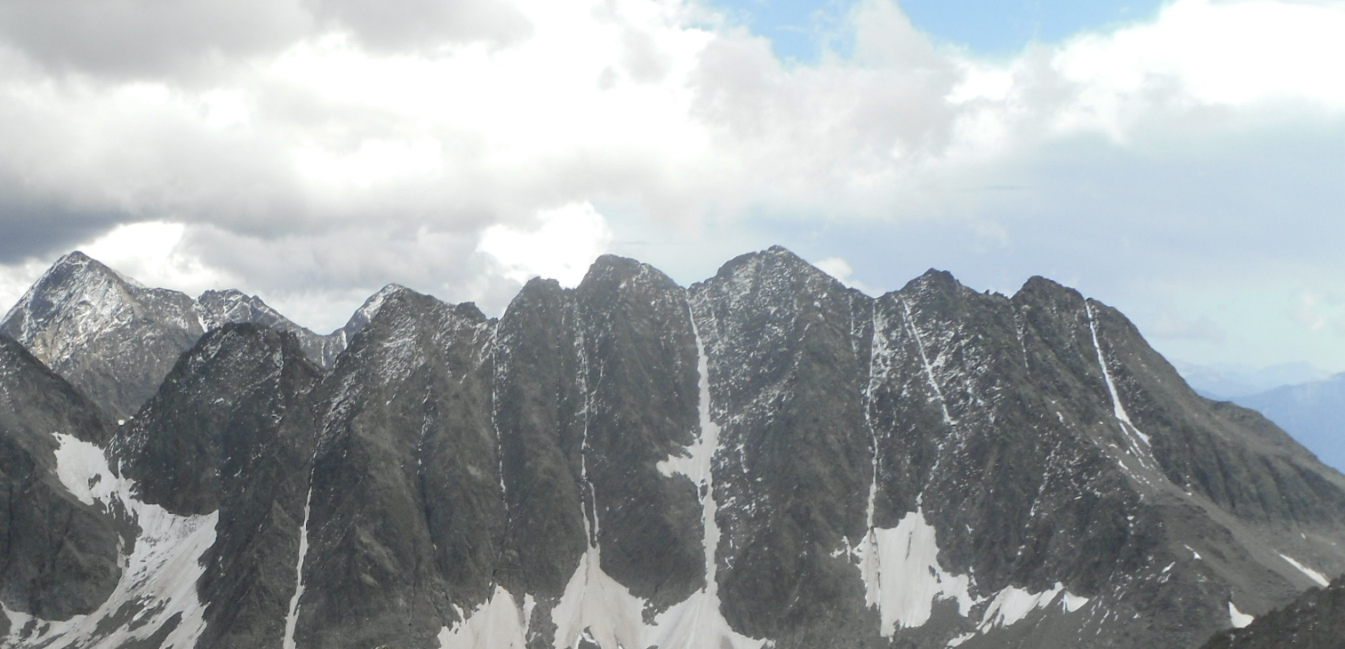

46°57′44″N 12°45′58″E / 46.962091°N 12.766107°E
中內克拉默山（德語：Mittlerer Niederer Klammerkopf），是奧地利的山峰，位於該國南部，由克恩頓州負責管轄，屬於舍貝爾山脈的一部分，處於海利根布盧特和大基希海姆之間，海拔高度3,108米。